# Lista de clubes de futebol do Paraná
Esta é uma lista de todos os clubes de futebol do estado do Paraná, Brasil.

## Clubes de futebol pertencentes aRegião Metropolitana de Curitiba
| - Coritiba Foot Ball Club (Curitiba) - Club Athletico Paranaense (Curitiba) - Paraná Clube (Curitiba) - Independente Futebol São-Joseense (São José dos Pinhais) - Hope Internacional Futebol Clube (Campo Largo) - Clube Andraus Brasil Ltda (Campo Largo) - Araucária Esporte Clube (Araucária) |

### Extintos ou licenciados
| - América (Curitiba) - Britânia Sport Club (Curitiba) - Colorado Esporte Clube (Curitiba) - Clube Atlético Ferroviário (Curitiba) - Bela Vista (Curitiba) - Reco-Reco Futebol Clube (Curitiba) - Palmeiras de Curitiba (Curitiba) - Associação Acadêmica de Esportes (Curitiba) - Esperança Esporte Clube (Curitiba) - Centro Hípico Paranaense (Curitiba) - Brasil Sport Club (Curitiba) - Sociedade Esportiva Recreativa Bangú (Curitiba) - Aquidaban Sport Club (Curitiba) - Paranaense Futebol Clube (Curitiba) - Nacional (Curitiba) - Junak (Curitiba) - J.Malucelli Futebol S/A (Curitiba) - PAVOC (São José dos Pinhais) - Vasco (Curitiba) - Cabral Futebol Clube (São José dos Pinhais) - Colombo Futebol Clube (Colombo) - Fanático Futebol Clube (Campo Largo) - Grêmio de Futebol Paranaense (Curitiba) - Internacional (Campo Largo) - Clube Esportivo e Recreativo São José (São José dos Pinhais) - Real Brasil Clube de Futebol (Curitiba) - ADAPAR (Almirante Tamandaré) - Quatro Barras Futebol Clube (Quatro Barras) - Bosch Esporte Clube (Lapa) - Sport Club São José ltda (São José dos Pinhais) | - Clube Atlético Primavera (Curitiba) - Palestra Itália Futebol Clube (Curitiba) - Americano Esporte Clube (Curitiba) - Savóia Futebol Clube (Curitiba) - Internacional Futebol Clube (Curitiba) - Espartano Esporte Clube (Curitiba) - Pinheiros Esporte Clube (Curitiba) - Savóia-Operário Futebol Clube (Curitiba) - Esporte Clube Água Verde (Curitiba) - Savóia Esporte Clube Água Verde (Curitiba) - Campo Alegre Esporte Clube (Curitiba) - Universal Esporte Clube (Curitiba) - América-Paraná Sport Club (Curitiba) - Paraná Sport Club (Curitiba) - Poty Sport Club (Curitiba) - Guarani Sport Club (Curitiba) - Associação Sportiva Paranaense (Curitiba) - Clube Marumbi de Futebol (Curitiba) - EC Pinheiros (Curitiba) - Esporte Clube XV de Novembro de Colombo (Colombo) - Tamandaré Esporte Clube (Almirante Tamandaré) - Recreativo Nova Estrela (Fazenda Rio Grande) - Mixto Futebol Clube (São José dos Pinhais) - Paulistinha Futebol Clube (Campina Grande do Sul) - PUC (Curitiba) - Araucária Futebol Clube (Araucária) - CPF (Curitiba) |

## Clubes de futebol pertencentes aoLitoral Paranaense
| - Rio Branco Sport Club (Paranaguá) - Seleto (Paranaguá) |

### Extintos ou licenciados
| - América (Paranaguá) - Paranaguá Futebol Clube (Paranaguá) - Associação Atlética 29 de Maio (Antonina) - Clube Atlético Antoninense (Antonina) - Fluminense (Antonina) - Associação Esportiva e Recreativa Juventude (Paranaguá) - Associação Paranaguá Esporte Clube (Paranaguá) | - Elite Futebol Clube (Paranaguá) - Matarazzo Football Club (Antonina) - Oceania Futebol Clube (Paranaguá) - Ypiranga (Antonina) - Operário Futebol Club (Morretes) - Cruzeiro Sport Club (Morretes) - Guaratuba (Guaratuba) |

## Clubes de futebol pertencentes aMicrorregião de Ponta Grossa
| - Operário Ferroviário Esporte Clube (Ponta Grossa) |

### Extintos ou licenciados
| - União Campo Alegre (Ponta Grossa) - Guarani (Ponta Grossa) - Olinda (Ponta Grossa) - Esperança (Ponta Grossa) - Universal (Ponta Grossa) - Caramuru Esporte Clube (Castro) - Juventude (Castro) - Ponta Grossa Esporte Clube (Ponta Grossa) | - Bloco Paranaense (Ponta Grossa) - Americano (Ponta Grossa) - Estrela do Sul Esporte Clube (Ponta Grossa) - Nova Rússia Esporte Clube (Ponta Grossa) - Odile Esporte Clube (Ponta Grossa) - Pinheiros (Ponta Grossa) - Pinheiral Esporte Clube (Palmeira) - Associação Pontagrossense de Desportos (Ponta Grossa) - Ypiranga (Palmeira) |

## Clubes de futebol pertencentes aMicrorregião de Irati
| - Iraty Sport Club (Irati) |

### Extintos ou licenciados
| - Clube Atlético União Olímpico (Irati) | - Guarani (Rebouças) |

## Clubes de futebol pertencentes aMicrorregião de União da Vitória
- Associação Atlética Iguaçu (União da Vitória)

### Extintos ou licenciados
| - Palestra Itália Futebol Clube (União da Vitória) | - Atlético Esporte Clube (União da Vitória) - União (União da Vitória) - Agex/Iguaçu (União da Vitória) |

## Clubes de futebol pertencentes aMicrorregião de Jaguariaíva

### Extintos ou licenciados
| - Guarani (Arapoti) - Esporte Clube Recreativo Ferroviário (Jaguariaíva) | - Associação Atlética Arapoti (Arapoti) - Jaguariaíva Futebol Clube (Jaguariaíva) |

## Clubes de futebol pertencentes aMicrorregião de Jacarezinho

### Extintos ou licenciados
| - Sociedade Esportiva Platinense (Santo Antônio da Platina) - Associação Esportiva Jacarezinho (Jacarezinho) - Cambará Atlético Clube (Cambará) - Ribeirão Claro (Ribeirão Claro) - Sete de Setembro Futebol Clube (Santo Antônio da Platina) - União Platinense de Esportes (Santo Antônio da Platina) - Sociedade Esportiva Matsubara (Cambará) | - Associação Atlética Cambaraense (Cambará) - Clube Esportivo e Recreativo Operário (Cambará) - Associação Atlética Araucária (Santo Antônio da Platina) - XV de Novembro Futebol Clube (Santo Antônio da Platina) - Agroceres Futebol Clube (Santo Antônio da Platina) - Clube Atlético Desportivo Jacarezinho (Jacarezinho) |

## Clubes de futebol pertencentes aMicrorregião de Telêmaco Borba

### Extintos ou licenciados
| - CAMA (Telêmaco Borba) - Telêmaco Borba Esporte Clube (Telêmaco Borba) | - Mixto Bordô (Telêmaco Borba) |

## Clubes de futebol pertencentes aMicrorregião de Londrina
| - Londrina Esporte Clube (Londrina) - Nacional Atlético Clube Sociedade Civil (Rolândia) - Rolândia Esporte Clube (Rolândia) | - Associação Portuguesa Londrinense (Londrina) - Clube Atlético Cambé (Cambé) | ● Lindoia Futebol Clube (Londrina) - City London Futebol Clube (Londrina) |

### Extintos ou licenciados
| - Cambé Atlético Clube (Cambé) - Paraná Esporte Clube (Londrina) - Cincão Esporte Clube (Londrina) | - Estrela do Norte Futebol Clube (Ibiporã) - Café Futebol Clube (Londrina) |

## Clubes de futebol pertencentes aMicrorregião de Cornélio Procópio
| - Paraná Soccer Technical Center (Cornélio Procópio) | - União Futebol Clube (Nova Fátima) |

### Extintos ou licenciados
| - Comercial (Cornélio Procópio) - Guarani Futebol Clube (Bandeirantes) - Esporte Clube Andiraense (Andirá) - Esporte Clube 9 de Julho (Cornélio Procópio) | - Santa Mariana Futebol Clube (Santa Mariana) - Clube Recreativo Sertaneja (Sertaneja) - União Bandeirante Futebol Clube (Bandeirantes) |

## Clubes de futebol pertencentes aMicrorregião de Astorga
| - Colorado Atlético Clube (Colorado) |

### Extintos ou licenciados
| - AA Astorga (Astorga) - Nova Esperança Esporte Clube (Nova Esperança) - Indecapa Futebol Clube (Nova Esperança) | - Clube Atlético Independente (Mandaguaçu) - Centenário Esporte Clube (Centenário do Sul) - Clube Atlético Colorado (Colorado) |

## Clubes de futebol pertencentes aMaringá
- Maringá Futebol Clube (Maringá)
- Galo Maringá (Maringá)
- Grêmio de Esportes Maringá (Maringá)

- Maringá Futebol Clube (Maringá)
- Aruko Sports Brasil (Maringá)
- Grêmio de Esportes Maringá (Maringá)

### Extintos ou licenciados
| - Mandaguari (Mandaguari) - Maringá Futebol Clube (anos 1990) (Maringá) - Galo Maringá (Maringá) - Adap Galo Maringá Football Club (Maringá) | - Maringá Atlético Clube (Maringá) - Noroeste Futebol Clube (Maringá) - Águia Futebol S/S Ltda. (Mandaguari) |

## Clubes de futebol pertencentes aMicrorregião de Apucarana
| - Apucarana Sports (Apucarana) | - Arapongas Esporte Clube (Arapongas) |

### Extintos ou licenciados
| - GERA (Apucarana) - Jandaia Esporte Clube (Jandaia do Sul) - Roma Esporte Apucarana (Apucarana) | - Sociedade Esportiva e Recreativa Arapongas (Arapongas) - Associação Atlética Arapongas (Arapongas) |

## Clubes de futebol pertencentes aMicrorregião de Paranavaí
| - Atlético Clube Paranavaí (Paranavaí) |

### Extintos ou licenciados
- PAC (Paranavaí)

| - São Carlos (São Carlos do Ivaí) |

## Clubes de futebol pertencentes aMicrorregião de Assaí

### Extintos ou licenciados
| - Sociedade Esportiva Uraí (Uraí) - SER Assahi (Assaí) | - Náutico (Jataizinho) |

## Clubes de futebol pertencentes aMicrorregião de Wenceslau Braz

### Extintos ou licenciados
| - Pindorama Siqueirense (Siqueira Campos) - Carlópolis Futebol Clube (Carlópolis) | - Clube Esportivo Recreativo Tavorense (Joaquim Távora) - Saltense (Salto do Itararé) |

## Clubes de futebol pertencentes aMicrorregião de Porecatu
| - Junior Team Futebol (Sertanópolis) |

### Extintos ou licenciados
| - Bela Vista Futebol Clube (Bela Vista do Paraíso) | - Sociedade Esportiva Porecatu (Porecatu) |

## Clubes de futebol pertencentes aMicrorregião de Cianorte
| - Cianorte Futebol Clube (Cianorte) |

### Extintos ou licenciados
| - CAFE (Cianorte) - Cianorte Esporte Clube (Cianorte) | - Japurá (Japurá) |

## Clubes de futebol pertencentes aMicrorregião de Campo Mourão
| - Sport Club Campo Mourão (Campo Mourão) |

### Extintos ou licenciados
| - Associação Esportiva e Recreativa Mourãoense (Campo Mourão) - Associação Desportiva Atlética do Paraná (Campo Mourão) | - Cruzeiro (Campo Mourão) - Associação Esportiva Recreativa Engenheiro Beltrão (Engenheiro Beltrão) |

## Clubes de futebol pertencentes aMicrorregião de Guarapuava
- Associação Atlética Batel (Guarapuava)

|  |

### Extintos ou licenciados
| - Grêmio Oeste (Guarapuava) - Ipiranga Futebol Clube (Laranjeiras do Sul) - Sete de Setembro (Laranjeiras do Sul) | - Guarapuava Esporte Clube (Guarapuava) - União Operário (Laranjeiras do Sul) - União Quedas (Quedas do Iguaçu) |

## Clubes de futebol pertencentes aMicrorregião de Pato Branco
- Azuriz Futebol Clube (Pato Branco)

### Extintos ou licenciados
| - Pato Branco EC (Pato Branco) - Palmeiras (Pato Branco) - Grêmio Caramuru (Chopinzinho) | - Internacional (Pato Branco) - Coronel Vivida (Coronel Vivida) |

## Clubes de futebol pertencentes aMicrorregião de Francisco Beltrão
| - Clube Esportivo União (Francisco Beltrão) |

### Extintos ou licenciados
| - Francisco Beltrão Futebol Clube (Francisco Beltrão) - SE Santo Antônio do Sudoeste (Santo Antônio do Sudoeste) | - Real Beltronense (Francisco Beltrão) - Dois Vizinhos Esporte Clube (Dois Vizinhos) |

## Clubes de futebol pertencentes a Microrregião de Cascavel
| - Futebol Clube Cascavel (Cascavel) | - Cascavel Clube Recreativo (Cascavel) |

### Extintos ou licenciados
| - Comercial (Cascavel) - Cascavel Esporte Clube (Cascavel) - Sorec (Cascavel) | - Tuiuti (Cascavel) - Cascavel Futebol Clube (Cascavel) - Cascavel Atlético Clube (Cascavel) |

## Clubes de futebol pertencentes aMicrorregião de Ibaiti

### Extintos ou licenciados
| - Ibaiti Futebol Clube (Ibaiti) |

## Clubes de futebol pertencentes aMicrorregião de Toledo
| - Toledo Esporte Clube (Toledo) |

### Extintos ou licenciados
| - Grêmio Atlético La Salle (Toledo) - Grêmio Assis Chateaubriand (Assis Chateaubriand) - Sport Clube Paraná (Formosa do Oeste) - Palotina (Palotina) - Flamengo (Marechal Cândido Rondon) - Esporte Clube Concórdia (Marechal Cândido Rondon) - Toledo Futebol Clube (Toledo) - Marechal Esporte Clube (Marechal Cândido Rondon) | - Toledo Esporte Clube (Toledo) - Sociedade Beneficente e Recreativa Comercial (Terra Roxa) - Formosa (Formosa do Oeste) - Guaíra (Guaíra) - Assis Chateaubriand (Assis Chateaubriand) - Sociedade Esportiva Kashima Antlers do Brasil (Guaíra) - Império Toledo de Futebol (Toledo) |

## Clubes de futebol pertencentes aMicrorregião de Umuarama

### Extintos ou licenciados
| - Umuarama Futebol Clube (Umuarama) - Grêmio Recreativo Umuarama (Umuarama) | - Noroeste (Umuarama) - AFA (Umuarama) - Associação de Futebol Tigrão de Umuarama (Umuarama) |

## Clubes de futebol pertencentes aMicrorregião de Palmas

### Extintos ou licenciados
| - Tabu (Clevelândia) | - Clube Esportivo Caxias (Palmas) |

## Clubes de futebol pertencentes aMicrorregião de Foz do Iguaçu
| - Foz do Iguaçu Futebol Clube (Foz do Iguaçu) |

### Extintos ou licenciados
| - Cesum (Medianeira) - Foz do Iguaçu Esporte Clube (Foz do Iguaçu) - Medianeira Esporte Clube (Medianeira) | - Itaipu Esporte Clube (Foz do Iguaçu) - Flamengo (Foz do Iguaçu) - Cataratas (Foz do Iguaçu) |

## Clubes de futebol pertencentes aMicrorregião de Goioerê

### Extintos ou licenciados
| - Goioerê (Goioerê) - Ubiratã Esporte Clube (Ubiratã) | - Comercial (Ubiratã) - Sport Club Goioerê (Goioerê) |

## Clubes de futebol pertencentes aMicrorregião de Ivaiporã

### Extintos ou licenciados
| - Ivaiporã AC (Ivaiporã) | - Ivaiporã FC (Ivaiporã) - Noroeste (Ivaiporã) |

## Clubes de futebol pertencentes aMicrorregião de Floraí

### Extintos ou licenciados
| - São Jorge (São Jorge do Ivaí) |

## Clubes de futebol pertencentes aMicrorregião de Pitanga

### Extintos ou licenciados
| - Pitanga (Pitanga) | - Clube Atlético Pitanguense (Pitanga) |

## Clubes de futebol pertencentes aMicrorregião de Prudentópolis
| - Prudentópolis Futebol Clube (Prudentópolis) |

### Extintos ou licenciados
| - Prudentópolis Esporte Clube (Prudentópolis) |

## Clubes de futebol pertencentes aMicrorregião de São Mateus do Sul

### Extintos ou licenciados
| - Clube Vila Prohmann (São Mateus do Sul) - Associação Desportiva Independente (São Mateus do Sul) | - Clube Atlético Sãomateuense (São Mateus do Sul) |

## Futebol feminino
- Foz do Iguaçu (Foz do Iguaçu)
- Vasco (Curitiba)
- Jaborá (São José dos Pinhais)
- Novo Mundo (Curitiba)

- Foz do Iguaçu (Foz do Iguaçu)
- Vasco (Curitiba)
- Jaborá (São José dos Pinhais)
- Novo Mundo (Curitiba)

- Foz do Iguaçu (Foz do Iguaçu)
- Vasco (Curitiba)
- Jaborá (São José dos Pinhais)
- Novo Mundo (Curitiba)

## Futebol feminino: extintos ou licenciados
- São José (São José dos Pinhais)
- Maringá Seleto (Maringá)
- Londrina (Londrina)
- Colombo (Colombo)
- Bola de Ouro (Colombo )

- São José (São José dos Pinhais)
- Maringá Seleto (Maringá)
- Londrina (Londrina)
- Colombo (Colombo)
- Bola de Ouro (Colombo )

- São José (São José dos Pinhais)
- Maringá Seleto (Maringá)
- Londrina (Londrina)
- Colombo (Colombo)
- Bola de Ouro (Colombo )